# Tvåtjärnarna (Bjurholms socken, Ångermanland, 710272-165158)
Tvåtjärnarna är en sjö i Bjurholms kommun i Ångermanland och ingår i Öreälvens huvudavrinningsområde.